# Stenophylax malatesta
Stenophylax malatesta là một loài Trichoptera trong họ Limnephilidae. Chúng phân bố ở miền Cổ bắc.